# Metacatharsius bateke
Metacatharsius bateke är en skalbaggsart som beskrevs av Walter 1976. Metacatharsius bateke ingår i släktet Metacatharsius och familjen bladhorningar. Inga underarter finns listade i Catalogue of Life.